# Drosophila acelidota
Drosophila acelidota är en tvåvingeart som beskrevs av Léonidas Tsacas 2004. Drosophila acelidota ingår i släktet Drosophila och familjen daggflugor.
Artens utbredningsområde är Kamerun.